# بيثنال غرين (محطة مترو أنفاق لندن)
بيثنال غرين (بالإنجليزية: Bethnal Green)‏ هي إحدى محطات مترو أنفاق لندن. تقع على خط سينترال أفتتحت في المنطقة (Zone) رقم 2 أفتتحت في 04 ديسمبر 1946.

## معرض صور

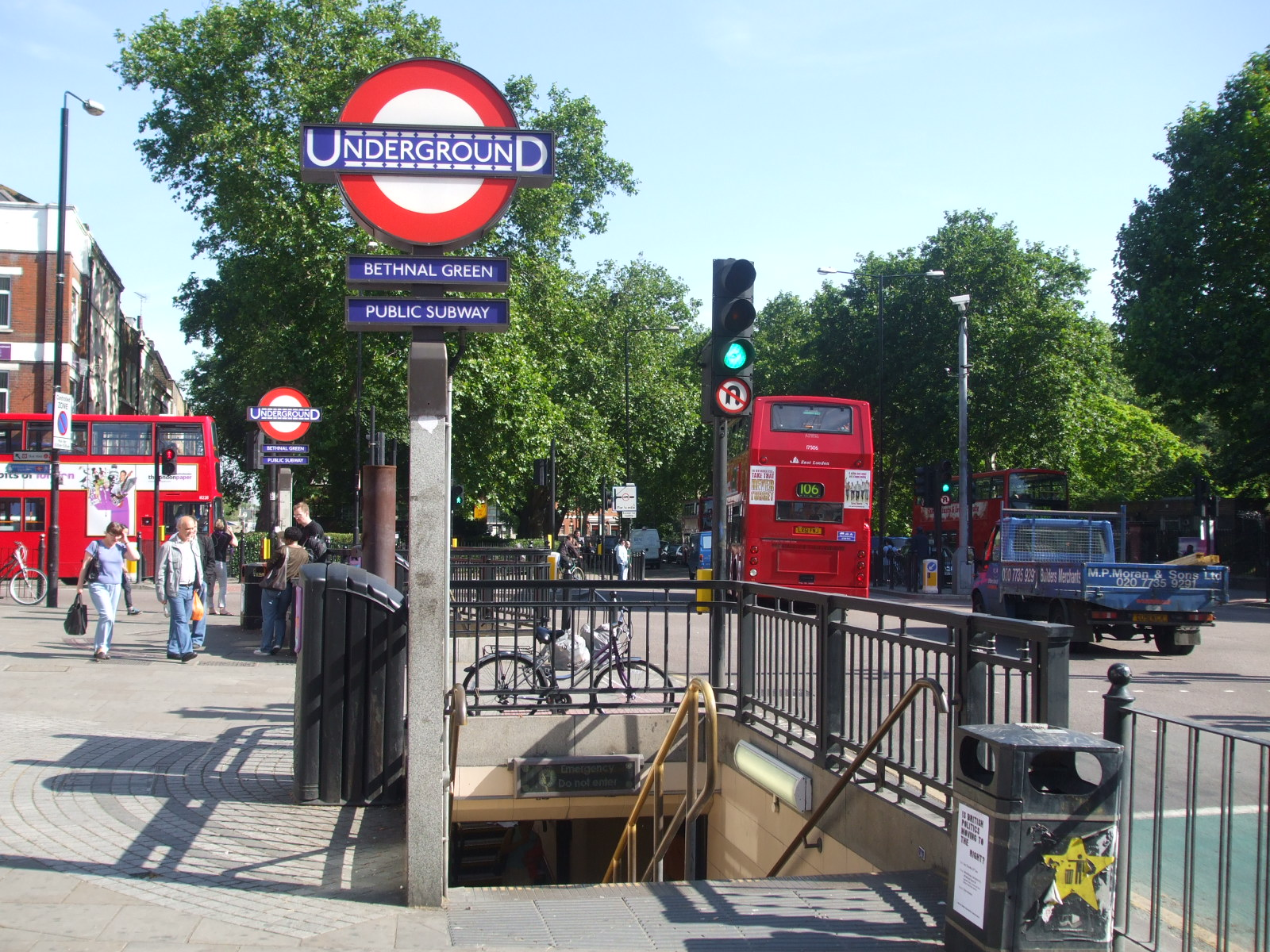
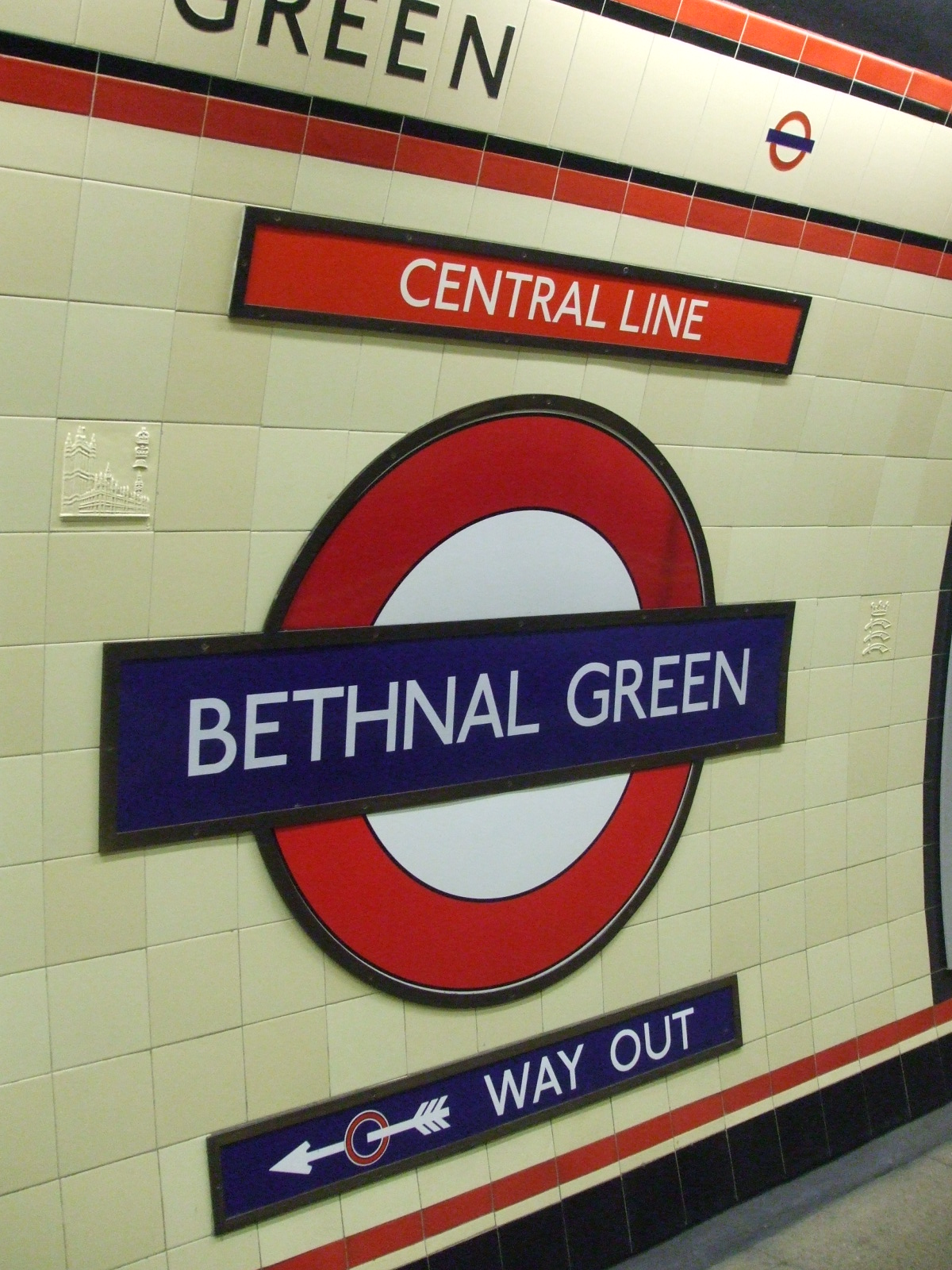
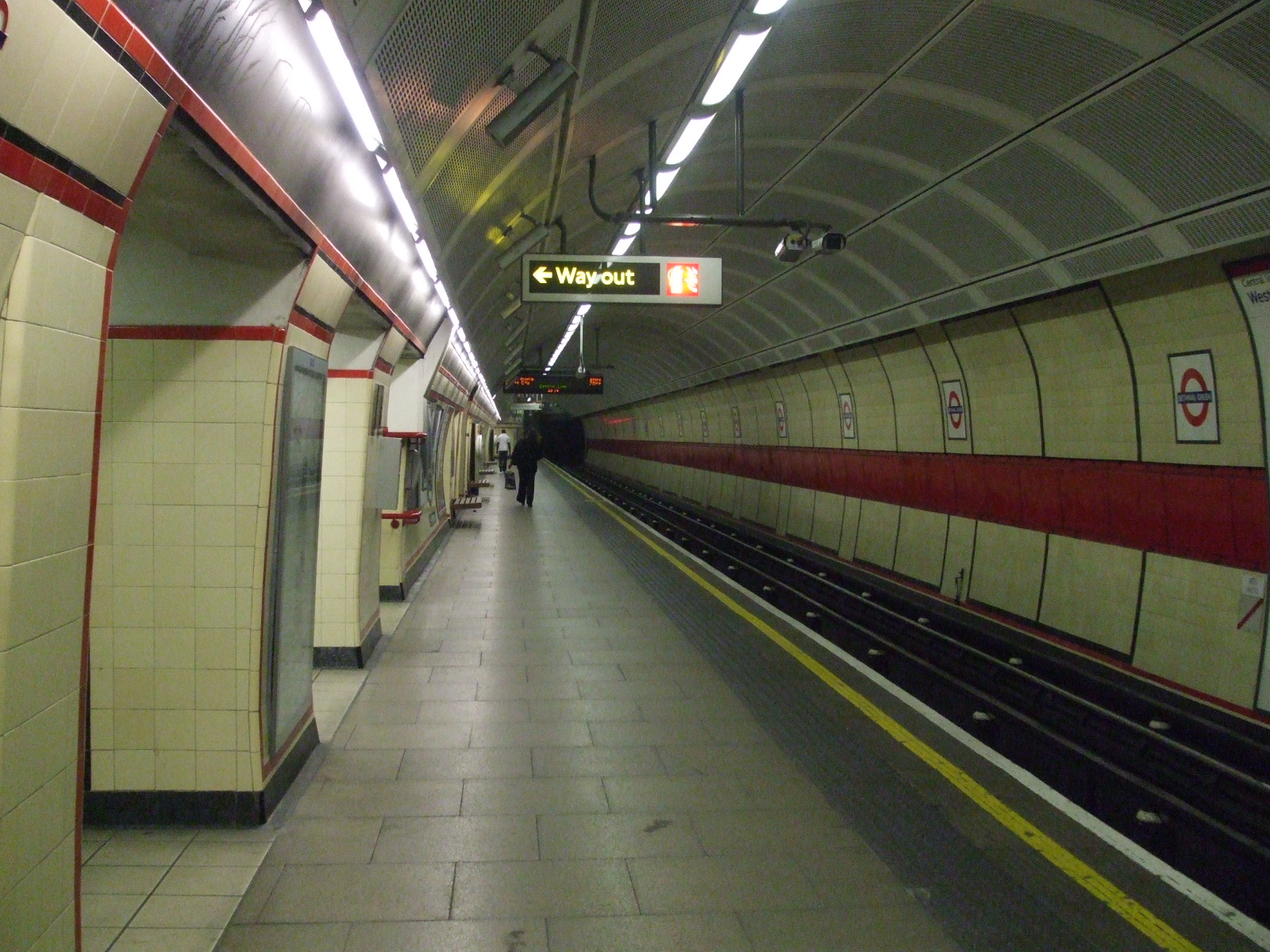
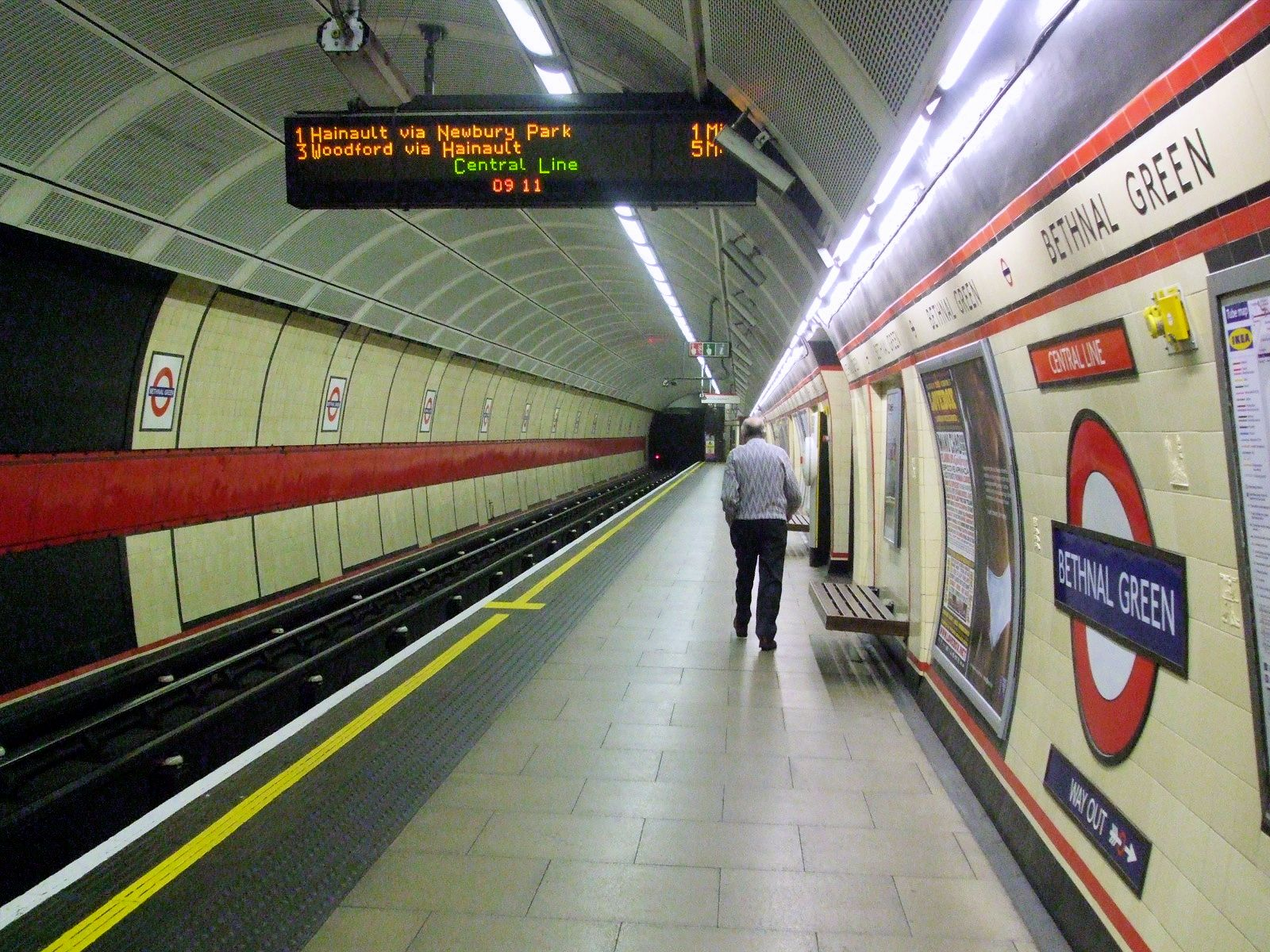